# Сказка о Военной тайне, о Мальчише-Кибальчише и его твёрдом слове
«Сказка о Военной тайне, о Мальчише-Кибальчише и его твёрдом слове» — художественное произведение советского писателя Аркадия Гайдара. Впервые сказка опубликована в апреле 1933 года в газете «Пионерская правда» под названием «Сказка о Военной тайне, Мальчише-Кибальчише и его твердом слове». Впоследствии печаталась как часть повести «Военная тайна».

## Сюжет
Только закончилась война: Красная Армия прогнала белые войска проклятых буржуинов. Страна Советов зажила мирно. В одной деревне жил Мальчиш-Кибальчиш с отцом и старшим братом.
Но напали на страну проклятые буржуины из-за Чёрных гор. После того, как на войну ушли отец и старший брат Мальчиша-Кибальчиша, в деревне остались одни мальчиши. И когда боец Красной Армии в очередной раз прибыл за подмогой, то не нашёл никого, кроме старика.
Тогда поднял Мальчиш-Кибальчиш своих товарищей-мальчишей и повёл их на войну. Только один Мальчиш-Плохиш решил помочь противнику ради собственной выгоды и, сделав вид, что тоже идёт сражаться, на самом деле выгадывал момент для предательства. Такой момент вскоре представился: Мальчиш-Плохиш поджёг склад с боеприпасами мальчишей и тем самым помог буржуинам схватить Мальчиша-Кибальчиша.
Заковали Мальчиша в тяжёлые цепи и посадили в каменную башню. Главный Буржуин отдал приказ своим буржуинам пытать Мальчиша-Кибальчиша самой страшной Мукой, чтобы выпытать у него Военную Тайну Красной Армии. Но Мальчиш-Кибальчиш отказался сообщить, что это за Тайна, и рассмеялся им в лицо. Вскоре подоспела на подмогу Красная Армия и разгромила армию буржуинов, но слишком поздно. Мальчиш-Кибальчиш погиб, но память о нём осталась:

Плывут пароходы — привет Мальчишу!

Пролетают лётчики — привет Мальчишу! 

Пробегают паровозы — привет Мальчишу! 

А пройдут пионеры — салют Мальчишу!

## В культуре
По мотивам сказки в СССР были сняты художественные фильмы на Ленфильме и Мосфильме. В 1964 году режиссёр Евгений Шерстобитов на Киностудии им. Александра Довженко (УССР) снял детский полнометражный художественный фильм «Сказка о Мальчише-Кибальчише». Был также снят мультипликационный фильм с названием «Сказка о Мальчише-Кибальчише». В 1957 году по мотивам сказки был выпущен диафильм.

## Персонажи
- Мальчиш-Кибальчиш
- Мальчиш-Плохиш